# Tremplin Toni Plenk
Le tremplin de Toni Plenk est un tremplin de saut à ski situé à Ruhpolding en Allemagne.